# Roy William Neill
Roy William Neill (4 de septiembre de 1887 - 14 de diciembre de 1946) fue un director de cine estadounidense, nacido en Irlanda, conocido por dirigir las últimas once de las catorce películas de Sherlock Holmes protagonizadas por Basil Rathbone y Nigel Bruce, realizadas entre 1943 y 1946 y estrenadas por Universal Studios.

## Biografía

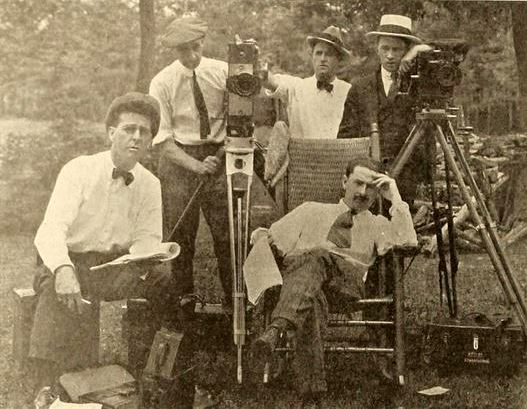
Equipo de filmación en 1919, Neill esta sentado en su silla de director

Con su padre como capitán, Roy William Neill nació en un barco frente a las costas de Irlanda. Su nombre de nacimiento era Roland de Gostrie. Neill comenzó a dirigir películas mudas en 1917, rodando un total de 107 películas, 40 de ellas mudas. Aunque la mayoría de las películas de Neill eran películas de categoría B de bajo presupuesto, era conocido por dirigir películas con escenas meticulosamente iluminadas con sombras cuidadosamente superpuestas que se convertirían en el estilo del cine negro a finales de la década de 1940. De hecho, su última película, Black Angel (1946), se considera cine negro.
Neill vivió en los Estados Unidos durante la mayor parte de su carrera y era ciudadano estadounidense. Fue a Londres desde 1935 hasta 1940, donde existían mejores oportunidades para los directores estadounidenses. Durante este período, el productor de cine británico Edward Black contrató inicialmente a Neill para dirigir The Lady Vanishes. Sin embargo, debido a retrasos en la producción, Black acabó contratando a Alfred Hitchcock para que la dirigiera.
Neill murió en Londres, Inglaterra, de un infarto.

## Filmografía parcial
- The Mother Instinct (1917)
- The Glory, Girl (1917)
- The Price Mark (1917)
- Love Letters (1917)
- Flare-Up Sal (1918)
- Free and Equal (1918)
- Love Me (1918)
- Tyrant Fear (1918)
- The Mating of Marcella (1918)
- The Kaiser's Shadow (1918)
- They're Off (1918)
- Green Eyes (1918)
- Vive la France! (1918)
- Puppy Love (1919)
- Charge It to Me (1919)
- The Career of Katherine Bush (1919)
- Trixie from Broadway (1919)
- The Bandbox (1919)
- The Woman Gives (1920)
- Yes or No? (1920)
- Something Different (1920)
- Good References (1920)
- Dangerous Business (1920)
- The Inner Voice (1920)
- The Idol of the North (1921)
- The Conquest of Canaan (1921)
- The Iron Trail (1921)
- The Man From M.A.R.S. (1922)
- What's Wrong with the Women? (1922)
- Toilers of the Sea (1923)
- Vanity's Price (1924)
- Broken Laws (1924)
- By Divine Right (1924)
- Percy (1925)
- The Kiss Barrier (1925)
- Greater Than a Crown (1925)
- Marriage in Transit (1925)
- The Cowboy and the Countess (1926)
- The Fighting Buckaroo (1926)
- A Man Four-Square (1926)
- Black Paradise (1926)
- The City (1926)
- The Arizona Wildcat (1927)
- Marriage (1927)
- Cleopatra (1928)
- The Viking (1928)
- Lady Raffles (1928)
- San Francisco Nights (1928)
- The Olympic Hero (1928)
- Wall Street (1929)
- Behind Closed Doors (1929)
- The Melody Man (1930)
- Cock 'o the Walk (1930)
- Just Like Heaven (1930)
- Fifty Fathoms Deep (1931)
- The Avenger (1931)
- The Good Bad Girl (1931)
- That's My Boy (1932)
- La estatua vengadora (The Menace, 1932)
- As the Devil Commands (1932)
- The Circus Queen Murder (1933)
- Fury of the Jungle (1933)
- Above the Clouds (1933)
- The Ninth Guest (1934)
- Jealousy (1934)
- Blind Date (1934)
- Black Moon (1934)
- Whirlpool (1934)
- Mills of the Gods (1934)
- I'll Fix It (1934)
- The Black Room (1935)
- The Lone Wolf Returns (1935)
- Eight Bells (1935)
- Doctor Syn (1937)
- Gypsy (1937)
- Thank Evans (1938) British
- Many Tanks Mr. Atkins (1938)
- Quiet Please (1938)
- Double or Quits (1938)
- Simply Terrific (1938)
- The Viper (1938)
- Everything Happens to Me (1938)
- Murder Will Out (1939)
- The Good Old Days (1939)
- A Gentleman's Gentleman (1939)
- Hoots Mon! (1940)
- His Brother's Keeper (1940)
- Eyes of the Underworld (1942)
- Sherlock Holmes and the Secret Weapon (1942)
- Madame Spy (1942)
- Frankenstein Meets the Wolf Man (1943)
- Sherlock Holmes in Washington (1943)
- Sherlock Holmes Faces Death (1943)
- Rhythm of the Islands (1943)
- Sherlock Holmes and the Secret Weapon (1943)
- The Spider Woman (1943)
- The Scarlet Claw (1944)
- Gypsy Wildcat (1944)
- The Pearl of Death (1944)
- Sherlock Holmes and the House of Fear (1945)
- Pursuit to Algiers (1945)
- The Woman in Green (1945)
- Terror by Night (1946)
- Dressed to Kill (1946)
- Black Angel (1946)